# 曹冢汉墓
曹冢汉墓，位于山东省临邑县德平镇。是入中华人民共和国山东省省级文物保护单位之一。
2013年，列入第四批山东省文物保护单位，该文物保护单位是一座古墓葬。